# Franklin-Oszillator
Der Franklin-Oszillator ist eine elektronische Oszillatorschaltung und wurde von Charles Samuel Franklin entwickelt. Diese Schaltung dient zur Erzeugung einer frequenzstabilen Sinusschwingung.

## Funktionsweise

Historische Schaltung mit Elektronenröhren

Die Schaltung besteht aus einem Schwingkreis ohne Anzapfung und einem zweistufigen Verstärker und besteht in der ursprünglichen Form aus Elektronenröhren in Kathodenbasisschaltung. Heute übliche Transistorschaltungen verwenden die Emitterschaltung bzw. Sourceschaltung. Die Koppelkapazitäten zwischen Verstärker und Schwingkreis sind kleiner als bei anderen Oszillatoren. Deshalb haben Temperatur-, Versorgungsspannung- und Lastwiderstandsänderungen wenig Einfluss auf die erzeugte Frequenz.

## Beispiel
Der Parallel-Schwingkreis im Bild rechts wird über einen Koppelkondensator mit 2 pF mit dem Eingang des zweistufigen Trioden-Verstärkers verbunden. Der Ausgang des Verstärkers wird gleichfalls mit einem 2-pF-Kondensator mit dem Schwingkreis verbunden. Die dritte Röhre, eine Tetrode, arbeitet als Pufferstufe.